# Бървенишка тумба
Бървенишката тумба (на македонска литературна норма: Брвенишка тумба) е археологически обект край положкото село Велушина, Северна Македония.

## Местоположение
Разположена е на 2 km източно от Бървеница на левия бряг на Вардар.

## Характеристики
По повърхвността на изкуствената могила са открити фрагменти от керамични съдове, оръдия от кремък и камък и парчета кирпичи. Водите на реката са прокопали през тумбата на височина 5 m и се вижда стратиграфски разрез на многослойното неолитно селище. В 2011 година е одобрен проект за проучване на обекта.